# Angelica Novak
Angelica Novak (Łódź, 2 giugno 1978) è un'attrice italiana di origini polacche.

## Biografia
Laureata in legge, abbandona la carriera giuridica per intraprendere quella come artista, passione iniziata dalla più tenera età e coltivata ai primi anni del liceo, grazie alla scuola di recitazione messa in piedi dal Teatro Stabile di Catania per i giovani ambiziosi sognatori del liceo. Da sempre appassionata di pittura e scrittura, la sua dedizione artistica spazia tra arti figurate e poesia. Lavora a fianco ad attori importanti come George Clooney in The American per la regia di Anton Corbjin, ma il suo esordio è accanto a Christian De Sica ne Il figlio più piccolo, per la regia di Pupi Avati. Il suo volto compare in alcune fiction italiane tra cui R.I.S. Roma 2, Le tre rose di Eva, Solo per amore. Per qualche anno comincia ad apprendere il mestiere di assistente alla regia collaborando ad alcuni progetti come Vittorio racconta Gassman ed Essere Riccardo e gli altri con Alessandro Gassmann, per la regia di Giancarlo Scarchilli.
Spesso impegnata a teatro, alterna il suo impegno nelle sue molteplici passioni, pittura, scrittura è poesia.

## Filmografia

### Cinema/fiction
- Maremmamara, regia Lorenzo Renzi (2016)
- Solo per amore, regia Raffaele Mertes serie Tv (2014)
- 2012 “ VIRUS” regia Monica Gambino e Francesco Cinquemani
- Le tre rose di Eva, regia di Raffaele Mertes (2011)
- 2011 R.I.S. Roma 2 - Delitti imperfetti, regia di Francesco Micciché, episodio 2x15 [1]
- 2010 “ VIRUS” regia Monica Gambino e Francesco Cinquemani
- 2010 “THE AMERICAN” regia Anton Corbjin
- Il figlio più piccolo, regia Pupi Avati (2009)
- 2009 “ALIBI VIOLATO” regia Riccardo Sesani
- 2008 “ DARKSIDE WITCHES” regia di Gerard Diephental
- 2008 “ EXIT” regia di Max Amato

## Teatro
- 2014 “TI PRESENTO PAPA'” regia Roberto Marafante
- 2014 “HO SPOSATO UN COLONNELLO” regia Carlo Alighiero
- 2013“UN MATRIMONIO ALL'ITALIANA” regia Roberto D'Alessandro
- 2012 “UN MATRIMONIO ALL'ITALIANA” regia Roberto D'Alessandro
- 2012 “FACCIA DA CAVALLO” regia Nino Taranto

2011“UN MATRIMONIO ALL'ITALIANA” regia Roberto D'Alessandro
- 2011“PAROLE DAL CIELO” regia Mariaelena Masetti Zannini
- “PER UN FUTURO AMICO: I PONTI DEL DIALOGO” regia di Raffaella Rivi.
- “TUTTO È VIVO” regia Michele Sambin
- “TRACCIA FANTASMA” con gli Zimmerfrei
- “I VIAGGIATORI LEGGERI” regia di Cinzia Zanellato
- “IL TRUCULENTO” Regia di G.Calanna, M. Cottone, L.Donato. M.Spampinato

### Cortometraggi/videoclip
- 2012 “UNDICI” music video SHEL SHAPIRO regia Marco Risi
- 2012 “DIRTY” music video SPIRAL69 regia Paola Rotasso
- 2012 “NINA” regia MarioParruccini nel ruolo di Monika
- 2012 “SOTTO LA PELLE” regia Barbara Bonardo nel ruolo di Escort
- 2010 “VERITA' NASCOSTE” videoclip musicale SM58 regia Federico Cucchini
- 2010 “MARTA” regia Cristiano Celeste
- 2009 “MAIKA” regia Marco Carbriolu
- 2008 " LE TRE VERITA'" regia Cristian Di Croce

### Assistente alla regia
- 2013 “ESSERE RICCARDO....E GLI ALTRI” regia Giancarlo Scarchilli
- 2009-2010 “ VITTORIO racconta GASSMAN” regia Giancarlo Scarchilli
- 2010 “I Luoghi del Mattatore ” regia Giancarlo Scarchilli

### Conduttrice
- 2010 “CNTV” inviata speciale n°puntate 2
- 2013 " EVENTO CONAD"
- 2014 "FICTION MAGAZINE" intervistatrice 1 puntata

### Pubblicità
- 2015 " testimonial Borse "Nannini" [collegamento interrotto]
- 2010 “spot aziendale Diesel testimonial”
- 2009” spot aziendale Diesel testimonial”
- 2008 " spot Eau Jeune" regia Olivier Dahan